# Eigenblutspende
Eigenblutspende ist eine Form der Blutspende, bei welcher der Patient sein Blut für eine spätere Übertragung auf ihn selbst (Eigenbluttransfusion) spendet, um eine Transfusion von Fremdblut zu vermeiden. Für die zeitnahe Eigenblutspende kommt auch die maschinelle Autotransfusion zur Anwendung.

## Voraussetzung zur Eigenblutspende
Aufgrund der begrenzten Lagerdauer von leukozytendepletiertem Vollblut (5 Wochen) und Erythrozyten-Konzentraten (7 Wochen) kommt die Eigenblutspende nur als vorbereitende Maßnahme für planbare Operationen in Betracht, bei denen erwartungsgemäß Blut benötigt wird. Eine Spende „auf Vorrat“ ist dadurch ausgeschlossen, es sei denn, die roten Blutkörperchen werden tiefgefroren gelagert.
Darüber hinaus muss der Blutspender gesundheitlich zu einer Spende in der Lage sein. Unter anderem sind schwere, insbesondere nicht ausreichend vorbehandelte Erkrankungen des Herzens und Kreislaufs Gegenanzeigen. Der Hämoglobin-Wert darf nicht zu niedrig sein, weil sonst der Patient durch einen weiteren Verlust an Erythrozyten gefährdet sein könnte. Ein solcher niedriger Hämoglobin-Wert ist häufig auch ein Hinweis darauf, dass das Knochenmark nicht in ausreichendem Umfang rote Blutkörperchen nachbilden kann und mit einer Spende keine zusätzlichen roten Blutkörperchen gewonnen werden können.

## Vorteile
- Kompatibilität: Das eigene Blut „passt“ garantiert, es kommt zu keinen immunologischen Problemen, und seltene Blutgruppen müssen nicht mühsam gesucht werden. Auch die Bildung von sogenannten „irregulären“ Antikörpern gegen Blutgruppen-Antigene ist ausgeschlossen. Eine solche Antikörperbildung kann es bei später notwendigen Transfusionen schwierig oder unmöglich machen, passende Fremdblutkonserven bereitzustellen.
- Infektionen: Die Übertragung von Viren und Bakterien ist ausgeschlossen, vorausgesetzt der Eigenblutspender hatte sie nicht vorher selbst. Allerdings kann auch eine Eigenblutkonserve bei der Abnahme durch Bakterien verunreinigt werden.
- Fremdblut sparen: Blutkonserven sind, je nach Blutgruppe, teilweise sehr knapp, besonders in den Ferienzeiten. Jede Eigenblutspende entlastet die Blutspendedienste.[4]

## Nachteile
- Blutverlust: Die verschiedenen Bestandteile des Blutes, das dem Spender abgenommen wurde, werden unterschiedlich schnell nachgebildet. Die Leukozyten und Blutplättchen und das Blutvolumen normalisieren sich innerhalb von Stunden bis einem Tag. Der Verlust an roten Blutkörperchen wird langsamer ersetzt. Bei Eigenblutspende sollte daher insbesondere bei Frauen meist auch eine Eisensubstitution erfolgen (Gabe von Eisen-Tabletten), um die Blut-Neubildung zu unterstützen.
- Konservenzahl: Die Spende kann nur maximal alle 4–7 Tage erfolgen, da sonst die Belastung des Organismus zu groß ist. In der Praxis führt man meist wöchentliche Spenden durch. Da die Erythrozytenkonzentrate maximal 6 Wochen haltbar sind, und in der Woche vor der Operation keine Spende erfolgen sollte, ergibt sich eine maximale Zahl von 4 Eigenblut-Konserven. In der Praxis ist es aber häufig so, dass diese Zahl nicht erreicht werden kann, da die Blutregeneration des Spenders nicht schnell genug erfolgt.
- Von Transfusionsmedizinern wird die Eigenblutspende kritisch gesehen. Für Eigenblutspender gelten nicht die strengen gesetzlichen Kriterien, die für „Fremdblutspender“ gelten. Beispielsweise können auch Patienten mit einer infektiösen Erkrankung (Hepatitis B, HIV) prinzipiell Eigenblut spenden, während sie als (Fremd-)Blutspender nicht zugelassen werden können. Durch solche infektiösen Konserven ergibt sich ein nicht zu unterschätzendes Gefährdungspotential für das medizinische Personal, das damit umgehen muss.

## Rechtslage
Eigenblut darf nach geltendem Recht, falls es nicht benötigt wurde, keinem anderen Empfänger transfundiert werden. Eigenblutkonserven tragen deshalb bewusst keinen Aufdruck der Blutgruppe, damit sie nicht versehentlich anderen Patienten transfundiert werden. Aufgrund der Untersuchungspflicht in § 5 Abs. 3 TFG ist streitig, ob die perioperative Eigenblutspende überhaupt unter den Begriff des Spende i. S. v. § 2 TFG fällt.

## Kosten
Die für die Eigenblutentnahme anfallenden Kosten werden über das behandelnde Krankenhaus im Rahmen der allgemeinen Behandlungskosten mit den entsprechenden Krankenkassen abgerechnet.